# Доња Бела Река (Бор)
Доња Бела Река је насељено место града Бора у Борском округу. Према попису из 2022. било је 633 становника (према попису из 2011. био је 741 становник). Налази се на 19 km од Бора на путу Зајечар – Доњи Милановац, на месту где се са Равном реком спаја поток Бигрен. Насеље пресеца Равна река целом дужином а окружују га планине и стене које се уздижу изнад села.

## Географски положај
Село је збијеног типа. Сеоски атари или мале су: Странска мала, Влашка мала, Бигрен, Селиште и Доња мала која је и најнасељенија.
Са севера се Доња Бела Река граничи са атаром села Лука, са запада Оштрељем и Бучјем, с југа Слатином и Рготином и са истока Зајечарским селом Дубочане.
Равна Река ниже од насеља (југоисточно) према Рготини на 5 km се спаја са Борском односно Слатинском реком у коју се на неких километар пре тога припојила и Кривељска река. На том месту се налази, железничка станица, каменолом и фабрика креча Заграђе.
Кроз село пролази савремени државни пут IIA реда бр.165 (Поречки мост – Клокочевац – Милошева кула – Заграђе – Роготина – Вражогрнац – Зајечар – Звездан) тако да је Д.Б. Река удаљена од Мајданпека 33 km а од Зајечара 27 km и спада у групу насеља друмског карактера. До села се из Бора може доћи и преко Оштреља. Асфалтиран пут према Оштрељу се завршава чиме се скраћује удаљеност од Бора за око 10 km.

## Историја
Доња Бела Река, једино српско село у Борској општини, разликује се по подручју одакле су га населили садашњи становници села. Први насељеници су још у 15. веку населили простор поред реке и назвали је Доња Бела Река, миграције су настављене и у каснијим вековима, тако да се и 1690. у великој сеоби под Арсенијем Чарнојевићем доселио мањи део Срба са Косова, а већи део становништва дошао је у 17. веку из околине Новог Пазара.
Према историјским изворима из 1837. године село је имало 86 кућа и 75 пореских глава, а 1839 је пописано 113 пореских глава. Године 1935 се бележи да село има на левој обали реке 47., а на десној обали 303. куће. По попису из 2011. године село има 741 становника.
Становништво се претежно бавило сточарством и током летњих месеци своја стада селили су на „Појате“ где су их напасали и чували до првих снегова, а онда се враћали у село. У то време било је и 13 воденица и ваљавица, које су потиснуте у заборав и нестале под налетом савремених друштвених и привредних трендова.
У селу је 1901. саграђена црква Свете Тројице која је нагрижена зубом времена и у прилично лошем стању.
Прва школа саграђена је 1873. која је убрзо од стране Турака срушена. Школа наставља са радом 1884. године.
Данас четворогодишњу школу похађа све мањи број ђака.

## Доња Бела Река данас
Данас село има месну канцеларију, пошту, дом културе, цркву, школу, неколико продавница, кафана и здравствену амбуланту.
У непосредној близини се налазе привредни капацитети: Белоречки Пешчар и фабрика креча Заграђе.
За туристе су занимљиве дестинације:
- Етно	ресторан Ластино гнездо на улазу у	насеље из правца Бора и Зајечара са	десне стране преко Равне реке, као и
- Спомен	појате „Партизански бивак” у Преводском	потоку, код Доње Беле Реке, на месту	званом Брусово са леве стране пута на	око 5 km од Доње Беле Реке према Мајданпек.[4]

## Демографија
Према попису из 2022. у Доњој Белој Реци живи 633 становника што је за 108 мање (-14,57%) у односу на попис из 2011. када је био 741 становник. У насељу има 522 пунолетних становника, а просечна старост становништва износи 46,48 година (43,72 код мушкараца и 49,29 код жена).
Према подацима пописа из 2022. у насељу има 231 домаћинства, а просечан број чланова по домаћинству је 2,74, а према попису из 2002. у насељу има 257 домаћинстава, а просечан број чланова по домаћинству је 3,20.
Ово насеље је великим делом насељено Србима (према попису из 2002. године).
|             | \| Демографија[6] \| Демографија[6] \| Демографија[6] \| \| Година \| Становника \| Становника \| \| -------------- \| -------------- \| -------------- \| \| 1948. \| 1.308 \| \| \| 1953. \| 1.318 \| \| \| 1961. \| 1.356 \| \| \| 1971. \| 1.267 \| \| \| 1981. \| 1.157 \| \| \| 1991. \| 1.049 \| 1.033 \| \| 2002. \| 823 \| 834 \| \| 2011. \| 741 \| \| \| 2022. \| 633 \| \| |            |
| Демографија | |            |
| Година      | Становника | Становника |
| 1948.       | 1.308 |            |
| 1953.       | 1.318 |            |
| 1961.       | 1.356 |            |
| 1971.       | 1.267 |            |
| 1981.       | 1.157 |            |
| 1991.       | 1.049 | 1.033      |
| 2002.       | 823 | 834        |
| 2011.       | 741 |            |
| 2022.       | 633 |            |

| Етнички састав према попису из 2002.‍ | Етнички састав према попису из 2002.‍ | Етнички састав према попису из 2002.‍ | Етнички састав према попису из 2002.‍ | Етнички састав према попису из 2002.‍ |
| ------------------------------------ | ------------------------------------ | ------------------------------------ | ------------------------------------ | ------------------------------------ |
|                                      |                                      |                                      |                                      |                                      |
| Срби                                 | Срби                                 |                                      | 787                                  | 95,62%                               |
| Роми                                 | Роми                                 |                                      | 20                                   | 2,43%                                |
| Власи                                | Власи                                |                                      | 7                                    | 0,85%                                |
| Албанци                              | Албанци                              |                                      | 5                                    | 0,60%                                |
| Македонци                            | Македонци                            |                                      | 1                                    | 0,12%                                |
| непознато                            | непознато                            |                                      | 0                                    | 0,0%                                 |

| Година пописа     | 1948. | 1953. | 1961. | 1971. | 1981. | 1991. | 2002. |
| ----------------- | ----- | ----- | ----- | ----- | ----- | ----- | ----- |
| Број домаћинстава | 346   | 342   | 383   | 333   | 290   | 279   | 257   |

| Број чланова      | 1  | 2  | 3  | 4  | 5  | 6  | 7  | 8 | 9 | 10 и више | Просек |
| ----------------- | -- | -- | -- | -- | -- | -- | -- | - | - | --------- | ------ |
| Број домаћинстава | 55 | 51 | 55 | 36 | 23 | 19 | 16 | 2 | 0 | 0         | 3,20   |

| Пол    | Укупно | Неожењен/Неудата | Ожењен/Удата | Удовац/Удовица | Разведен/Разведена | Непознато |
| ------ | ------ | ---------------- | ------------ | -------------- | ------------------ | --------- |
| Мушки  | 362    | 88               | 230          | 26             | 18                 | 0         |
| Женски | 382    | 44               | 227          | 91             | 19                 | 1         |
| УКУПНО | 744    | 132              | 457          | 117            | 37                 | 1         |

| Пол    | Укупно                    | Пољопривреда, лов и шумарство | Рибарство                            | Вађење руде и камена | Прерађивачка индустрија       |
| ------ | ------------------------- | ----------------------------- | ------------------------------------ | -------------------- | ----------------------------- |
| Мушки  | 168                       | 4                             | 0                                    | 24                   | 97                            |
| Женски | 117                       | 79                            | 0                                    | 2                    | 5                             |
| УКУПНО | 285                       | 83                            | 0                                    | 26                   | 102                           |
| Пол    | Производња и снабдевање   | Грађевинарство                | Трговина                             | Хотели и ресторани   | Саобраћај, складиштење и везе |
| Мушки  | 11                        | 4                             | 5                                    | 2                    | 8                             |
| Женски | 1                         | 1                             | 10                                   | 1                    | 0                             |
| УКУПНО | 12                        | 5                             | 15                                   | 3                    | 8                             |
| Пол    | Финансијско посредовање   | Некретнине                    | Државна управа и одбрана             | Образовање           | Здравствени и социјални рад   |
| Мушки  | 0                         | 0                             | 3                                    | 1                    | 3                             |
| Женски | 1                         | 3                             | 2                                    | 1                    | 8                             |
| УКУПНО | 1                         | 3                             | 5                                    | 2                    | 11                            |
| Пол    | Остале услужне активности | Приватна домаћинства          | Екстериторијалне организације и тела | Непознато            | Непознато                     |
| Мушки  | 1                         | 0                             | 0                                    | 5                    | 5                             |
| Женски | 1                         | 0                             | 0                                    | 2                    | 2                             |
| УКУПНО | 2                         | 0                             | 0                                    | 7                    | 7                             |